# Kasabach-Merritt-Syndrom
Unter dem Kasabach-Merritt-Syndrom (Kasabach-Merritt-Phänomen) versteht man das Auftreten einer besonderen Form von Blutschwämmen (Riesenhämangiomen), die mit einer Verbrauchskoagulopathie (disseminierte intravasale Gerinnung) einhergehen. Bei der Verbrauchskoagulopathie handelt es sich um eine Gerinnungsstörung, bei der es zum Verbrauch von Gerinnungsfaktoren und Blutplättchen (Thrombozyten) kommt. Letzteres führt zu einem Mangel an Blutplättchen, einer so genannten Thrombozytopenie.

## Erscheinungsbild
Es finden sich große Riesenhämangiome, die sich beispielsweise über eine ganze Extremität erstrecken. Darin stattfindende Thrombosierungen führen zu einer Thrombozytopenie und Verbrauchskoagulopathie mit Blutungsneigung. Die Pathogenese der Hämangiome ist unbekannt. Bilden sich die Hämangiome zurück, so sinkt auch die Blutungsneigung. Therapeutisch kommt die Behandlung mittels Laser-Chirurgie, die interventionelle Radiologie im Sinne einer Embolisation oder auch die medikamentöse Therapie mit Interferon oder Steroiden in Betracht.
Die Thrombozytopenie kann durch Transfusionen, die parallel ablaufende Fibrinolyse durch Antifibrinolytika therapiert werden.

## Geschichte
Das Kasabach-Merritt-Syndrom wurde 1940 erstmals von Haig Haigouni Kasabach und Katharine Krom Merritt als Syndrom mit Verbrauchskoagulopathie und Hämangiomen beschrieben. Erst 1997 wurde erkannt, dass es sich bei dem für das Syndrom charakteristischerweise auftretenden Hämangiomen nicht um gewöhnliche Hämangiome von Kindern handelt, sondern um eine aggressive Form von Riesenhämangiomen. Nicht ganz korrekt wird bis heute gelegentlich noch als Synonym der Begriff Hämangiom-Thrombozytopenie-Syndrom verwendet.